# محمد سعيد احجيوج
محمد سعيد احجيوج الساحلي هو مدون وكاتب صحافي وأديب مغربي يكتب القصة القصيرة، أسس مدونة زاجل التقنية، ورئيس المركز المغربي للتقنيات الحديثة، مهتم بالاستثمار في مجالات النشر الإلكتروني والإعلام الجديد وبإثراء المحتوى العربي على الإنترنت. مؤسس مسابقة أرابيسك لأفضل المدونات العربية، له كتاب «ألفباء التدوين» الذي يهتم بثقافة التدوين ومنشور وفق الرخصة العمومية الخلاقة.

## دخوله ميدان النشر
أول تجربة له كانت سنة 2003، حيث أصدر جريدة متخصصة في التكنولوجيا، لم يصدر من الجريدة سوى عددين وتوقفت، لأسباب مادية. ثم بعد ذلك بدأ مع صديقين مشروع جريدة أخرى، هذه المرة جريدة شهرية متخصصة في الثقافة والأدب. كان اسمها «طنجة الأدبية». استمرت الجريدة بالصدور لأكثر من عامين، لكن بشكل متقطع.

### مسيرته الأدبية
لساحلي مجموعتين قصصيتين، هما ”أشياء تحدث“ و”انتحار مرجأ“. حصل على عدة جوائز شعرية، من بينها جائزة «طنجة الشاعرة» حصل فيها على المرتبة الأولى على المستوى العربي عن عمله «انكسارات الحلاج» سنة 2004. كما أنه أصدر ثلاث روايات منها رواية «ليل طنجة»، الصادرة عن دار العين للنشر، والتي حازت على جائزة فهد إسماعيل للرواية القصيرة في دورتها الأولى عام 2019.

## التدوين
في أبريل 2005 أنشأ عددا من المشاريع الصغيرة، منها مجلة باسم "التدوين بلا حدود" للتشجيع على انتشار التدوين في العالم العربي، وقبلها مجلة إلكترونية شبابية باسم "مدارات". كما ألف كتابا إلكترونيا باسم "ألفباء التدوين"، واستمر نشاطه يتزايد إلى أن تفرغ للتدوين سنة 2009، ليجعل من التدوين وظيفته. واستمرت التجربة حوالي العام، ثم أنشأ مسابقة للمدونين باسم أرابيسك بهدف مكافأة المدونين المتميزين والتحفيز على إثراء المحتوى العربي، والتي باعها لاحقاً. وبعد ذلك بدأ يركز أكثر على "ريادة الأعمال"، فأنشأ مشروع "المرقاب" وهو عبارة عن موقع لمشاركة الروابط، ولكنه باع الموقع بعد شهور قليلة وأصبح اسمه الآن "أعجبني". وفي 1 أغسطس 2010، اُنتخب محمد الساحلي رئيساً "للمركز المغربي للتقنيات الحديثة، بعد عقد اجتماعه التأسيسي. وبالإضافة إلى هذا، فقد ساهم الحاسلي في إطلاق مشروع "زاجل" والذي تم بيعه لاحقا لشركة حسوب وتحول اسم المشروع إلى "نشرة ارابيا ويلكي".

## مؤلفاته

### مجموعة قصصية
- أشياء تحدث، طنجة، 2004.
- انتحار مرجأ، طنجة الأدبية. طنجة 2006.

### كتب
- المغرب كما هو، 2006. كانت مدونته الأولى الذي انشأها شهر ماي في عام 2005، وجمع محتواها لاحقا في كتاب تحت عنوان ”المغرب كما هو“.[13]
- ألفباء التدوين، 2006.
- شذرات إدارية، 2016.
- لا تكن كبشا: نهاية الأمان الوظيفي، 2016.

### روايات
- ليل طنجة، دار العين للنشر، القاهرة، 2019.
- كافكا في طنجة، دار تبارك للنشر والتوزيع، القاهرة، 2019.
- أحجية إدمون عمران المالح، دار هاشيت أنطوان، بيروت، 2020.
- كافكا في طنجة، دار تبارك – القاهرة،2024.[14]

## مساهمات أخرى

### مشاريع ذات صلة بالتدوين
- جريدة طنجة نت، 2003.
- مجلة طنجة الأدبية، 2004-2005.
- مجلة مدارات الإلكترونية، 2004-2006. وهي مجلة ثقافية إلكترونية حيث كان يعمل كمحرر، وبعدها انشأ شبكة مدونات تابعة للمجلة لتشجيع مشاركة الشباب المبدعين من مختلف الدول العربية.
- مجلة التدوين بلا حدود الإلكترونية، 2005-2006.
- مرصد المدونين، 2006-2008.
- مسابقة أرابيسك للمدونات العربية، 2009-2010.
- المركز المغربي للتقنيات الحديثة، 2010-2011.
- مشروع مرقاب، 2011.
- مشروع زاجل، التاريخ. في نسخته التجريبية الأولى، أُتيح الموقع العربي للأفراد الذين لا يملكون القدرة على تصميم صفحاتهم الشخصية على الإنترنت ومن أجل تيسير بناء صفحة لهويتهم الرقمية تشمل ملخصاً عن سيرتهم ووسائل الإتصال بهم.[15] أصبح المشروع فيما بعد يتخصص في مجالي التكنولوجيا وريادة الأعمال، ويعمل على تزويد القارئ بأهم أخبار التقنية وإتجاهات ريادة الأعمال، فهو لا يكتفي بتقديم الخبر، وإنما يبحث عن ما وراء الخبر. ويضم المشروع مالأسبوعية التي تقدم لمشتركيها أهم وأبرز الأخبار والمقالات التقنية المنشورة في المواقع العربية.[16]

### ورشات وملتقيات
- ورشة الإعلاميين المستقلين، برنامج الأمم المتحدة للتنمية، القاهرة، شهر ماي عام 2007.
- تجمع التقنيين العرب، القاهرة، شهر ديسمبر عام 2008.
- ماراثون البرمجة لتجمع التقنيين العرب، القاهرة، شهر ماي عام 2009.
- ورشة حراك للناشطين المدنيين العرب، عَمان، شهر أكتوبر عام 2009.
- مؤتمر فكر 8 التي عقدتها مؤسسة الفكر العربي، الكويت، شهر ديسمبر عام 2009.
- ندوة الإعلام الإلكتروني حول موضوع ”الحوار الوطني حول الإعلام والمجتمع“، برلمان المغرب، المغرب، شهر أبريل عام 2010.
- مؤتمر المدونين العرب، دائرة الثقافة والإعلام، عجمان، شهر يونيو عام 2010.[17]
- مؤتمر فكر 9 التي عقدتها مؤسسة الفكر العربي، بيروت، شهر ديسمبر عام 2010.

## الجوائز
- احتل المركز الأول لقصيدته انتحار المتنبي في رماد الحلاج في مسابقة الإبداع الشعري الذي نظمها نادي الموظفين في مدينة العرائش، عام 2002.
- احتل المركز الثالث لقصيدته أغاني محمد الدرة في مسابقة شعرية نظمها فرع اتحاد كتاب المغرب في طنجة عام 2003.
- حصل على جائزة طنجة الشاعرة من نادي الموظفين لقصيدته انكسارات الحلاج عام 2004، حيث احتل المركز الأول.
- احتل المرتبة الأولى لجائزة إسماعيل فهد إسماعيل للرواية القصيرة، في دورتها الأولى عن روايته ليل طنجة، عام 2019.

## وصلات خارجية
- زاجل | مدونة تقنية لرواد الأعمال في مجالات الإنترنت والموبايل
- من هو المدون محمد سعيد أحجيوج؟
- المركز المغربي للتقنيات الحديثة